# Henan FC
El Henan Football Club (en xinès 河南足球俱乐部), prèviament Henan Jianye (河南建业), és un club de futbol xinès que participa en la Superlliga xinesa, la lliga de futbol més important del país. Va ser fundat el 1958 a Zhengzhou, província de Henan, amb el nom Henan Provincial Team, però l'equip de futbol professional no es va establir fins al 1994.
És propietat de Jianye Residential Group (China) Co., Ltd., que forma part de Central China Real Estate Limited. Jianye és el nom anterior de l'antiga ciutat de Jiankang.
La seva millor classificació a la lliga és una tercera posició el 2009.
Evolució del nom:
- 1958–1994: Henan 河南
- 1994–2009: Henan Construction 河南建业
- 2010–2020: Henan Jianye 河南建业
- 2021–2022: Henan Songshan Longmen 河南嵩山龙门
- 2023–avui: Henan 河南

## Palmarès
- Lliga 1 xinesa: 2

1989, 2006
- Lliga 2 xinesa: 2

1982, 1999
- Copa FA U-19: 1

2007
- Copa FA U-17: 2

2006, 2007